# Dragnet (film 1947)
Dragnet  è un film del 1947 diretto da Leslie Goodwins.

## Trama
Su una spiaggia vengono trovati dei gioielli addosso al corpo di un corriere diplomatico. Si scopre che le gemme sono di contrabbando. L'ispettore di Scotland Yard Geoffrey James viene inviato a New York per indagare sulle attività di una banda internazionale.

## Produzione
Il film fu prodotto dalla Fortune Films.

## Distribuzione
Distribuito dalla Screen Guild Productions, il film uscì nelle sale cinematografiche USA il 16 agosto 1947.

### Date di uscita
IMDb
- USA 16 agosto 1947
- Germania Ovest 18 settembre 1953
- Austria aprile 1954

Alias
- Achtung, Küstenpolizei Germania Ovest
- Achtung...! Küstenpolizei Austria
- Pagides tou thanatou Grecia